# Мутузов, Анзор Хозуевич
Анзо́р Хозуевич Муту́зов (род. 3 июня 1990) — российский чеченский борец классического стиля, призёр чемпионата России, мастер спорта России. Выступал в полусредней весовой категории (до 66 кг). Тренировался под руководством А. Умарова, А. Абаева и Заслуженного тренера СССР и России Пазлу Умарова. В 2013 году, на чемпионате России по греко-римской борьбе, проходившем в Санкт-Петербурге, стал бронзовый призёром. Это достижение стало высшим в его карьере.

## Спортивные результаты
- 23-е место на Гран-при Ивана Поддубного 2014 года, Тюмень;
- Бронзовый призёр чемпионата России 2013 года, Санкт-Петербург;
- 15-е место на чемпионате России 2012 года, Саранск;
- 20-е место на чемпионате России 2011 года, Красноярск;
- 10-е место в первенстве России 2010 года среди юниоров, Нальчик;
- 18-е место в первенстве России 2009 года среди юниоров, Владикавказ.